# Penacho

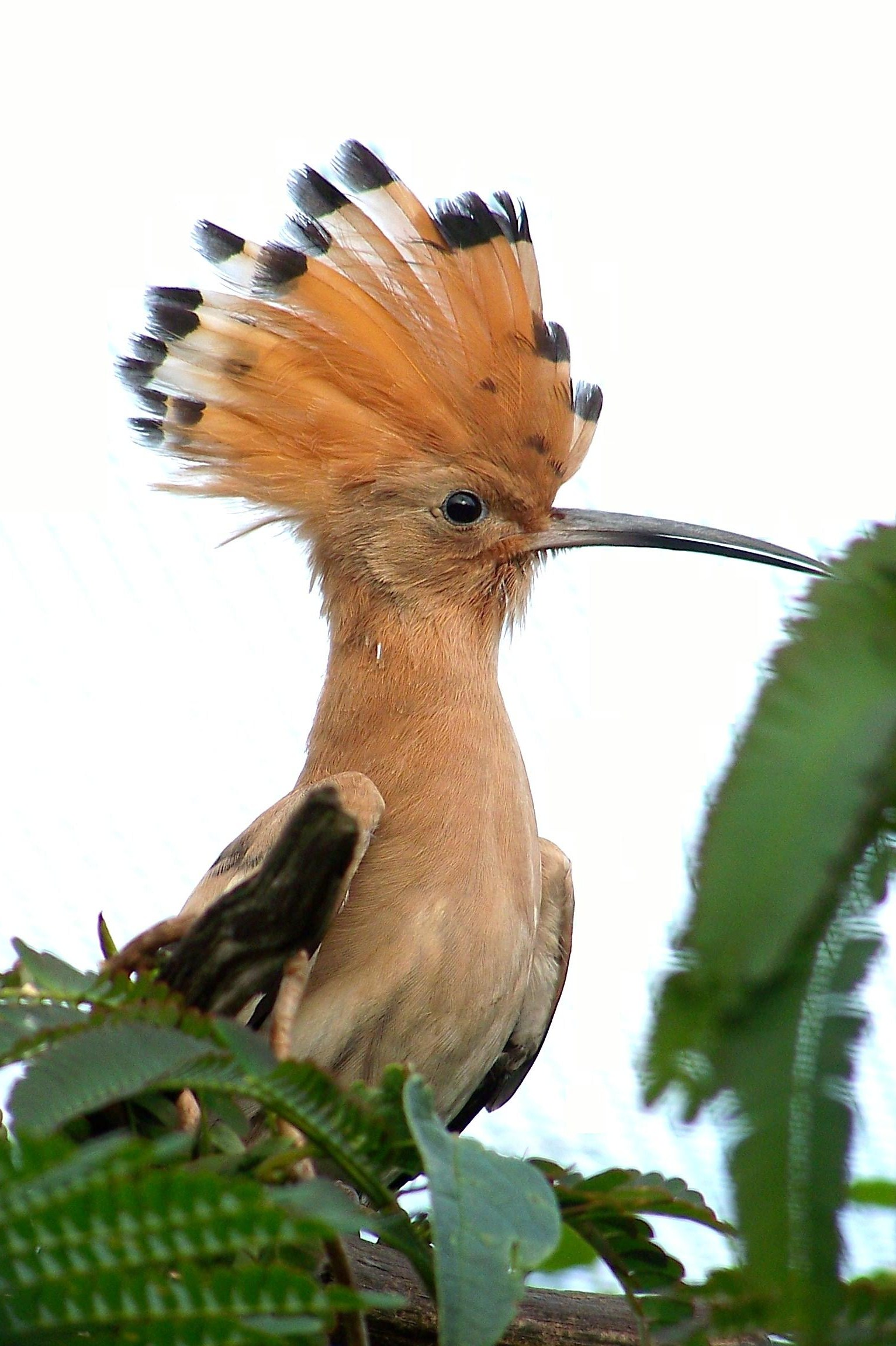
La abubilla tiene una cresta de plumas eréctiles.

El penacho, copete o cresta es una agrupación de plumas que presentan algunas aves en la parte superior de la cabeza más largas que el resto. de las cuales en estas crestas cuentan con algunas eréctiles o estar erguidas de forma fija, dependiendo de la especie, por ejemplo las cacatúas y las abubillas tienen penachos de plumas eréctiles mientras que el penacho de las grulla coronada está siempre de punta. Otros penachos suelen estar compuestos por semiplumas, un tipo de pluma intermedio entre el plumón y la pluma de contorno, son plumas con raquis desarrollado pero con barbas laxas y sueltas. Estas plumas son más suaves y flexibles que las plumas típicas.
Las aves con penachos de plumas suelen usarlos para comunicarse con sus congéneres y como un elemento de su parada nupcial. Además suelen desplegar su cresta cuando están asustadas o se muestran agresivas, así pueden parecer más grandes o producir sorpresa al erizarlo rápidamente y lograr intimidar a su adversario con mayor facilidad, ya sea un depredador, un miembro de su propia especie o cualquier otro animal que les moleste.
Sin embargo las crestas de muchas cacatúas están compuestas por plumas típicas. Se cree que algunos dinosaurios también dispondrían de penachos de plumas en la cabeza. 
A imitación de estos penachos (adorno), diferentes etnias mesoamericanas, o norteamericanas construyeron sus propios penachos como adornos en ritos o ceremonias religiosas, pueblos europeos como los romanos en sus cascos, caballos y carruajes.

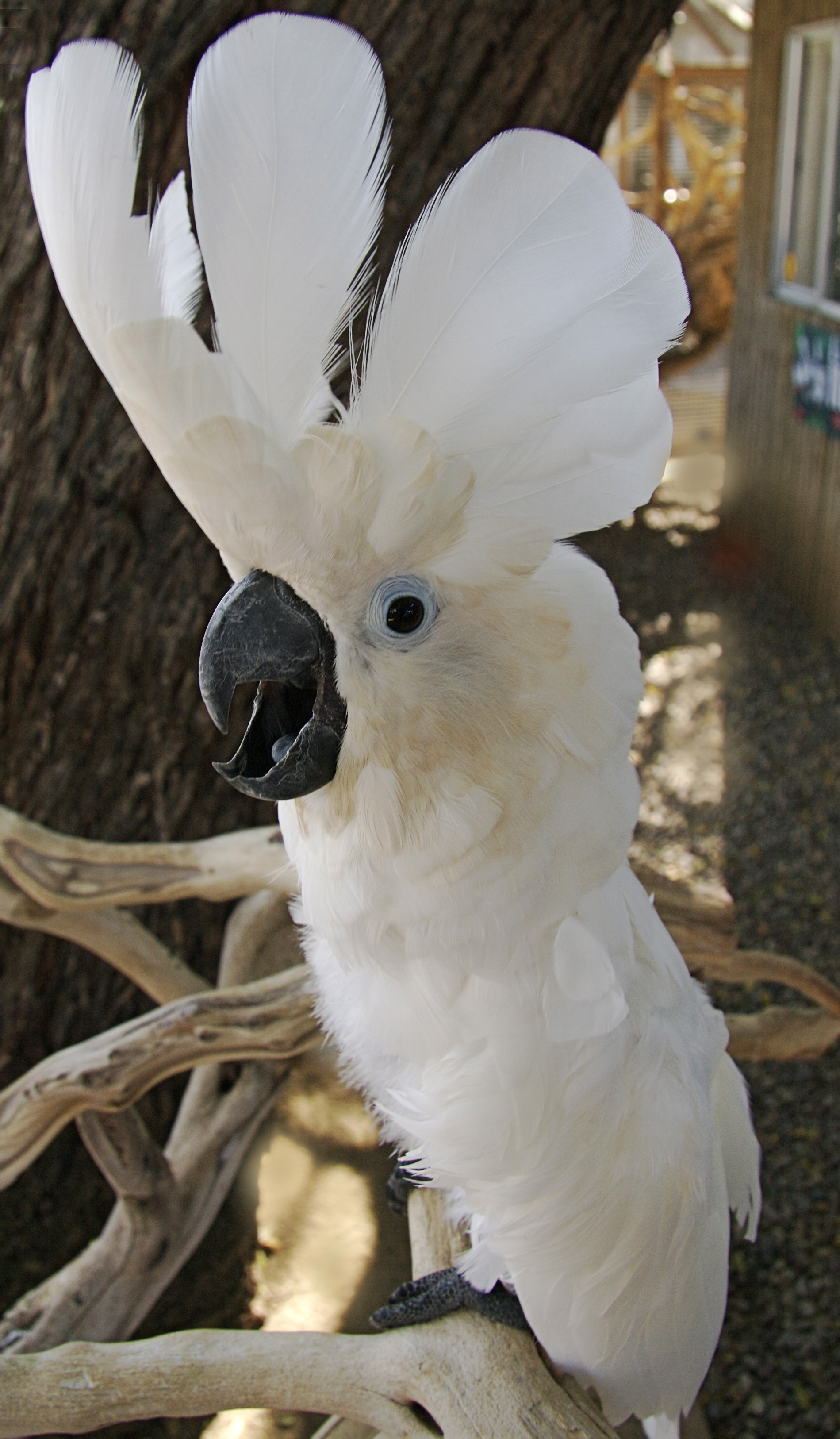
Cacatúa blanca.
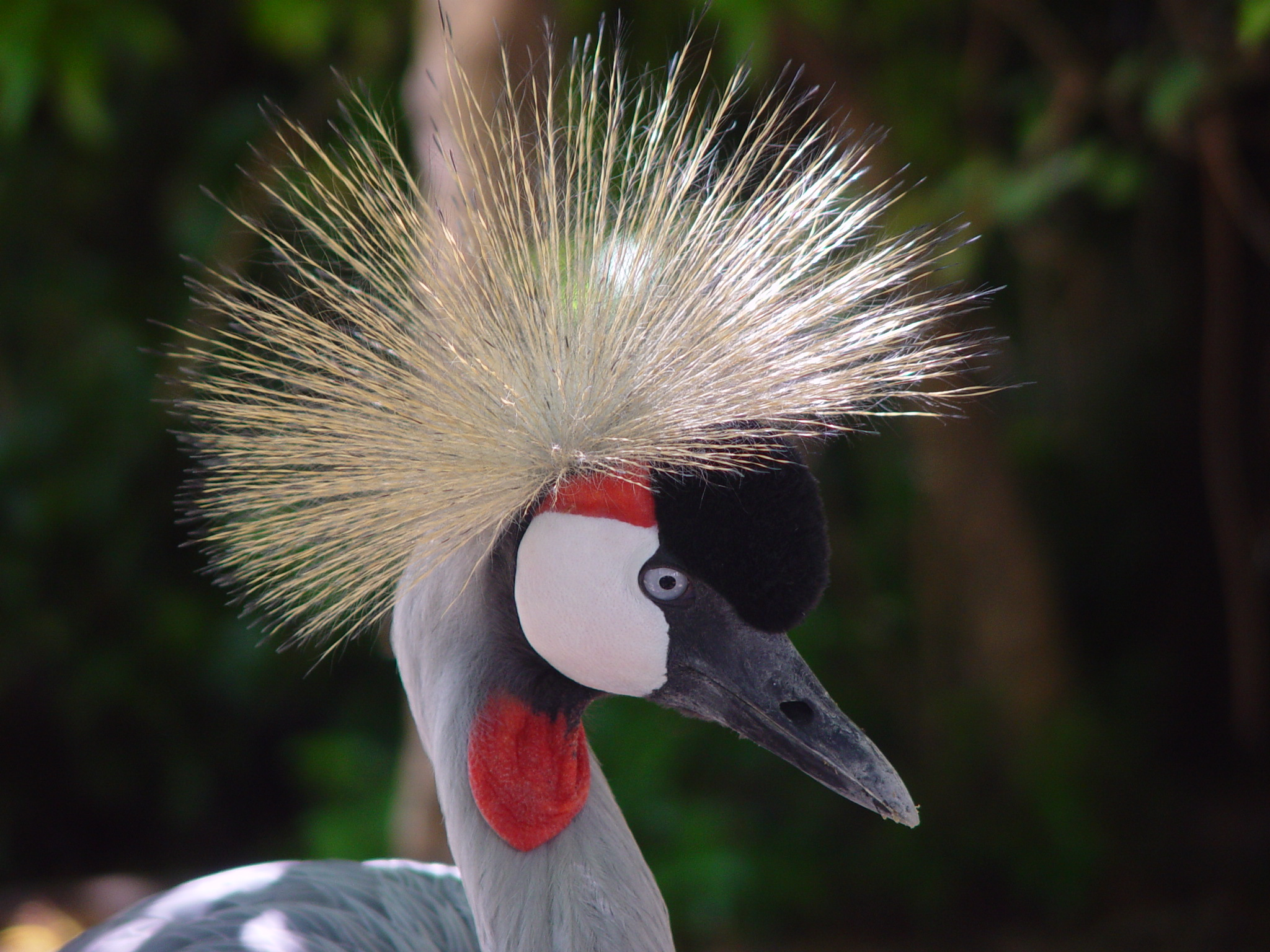
Grulla coronada.
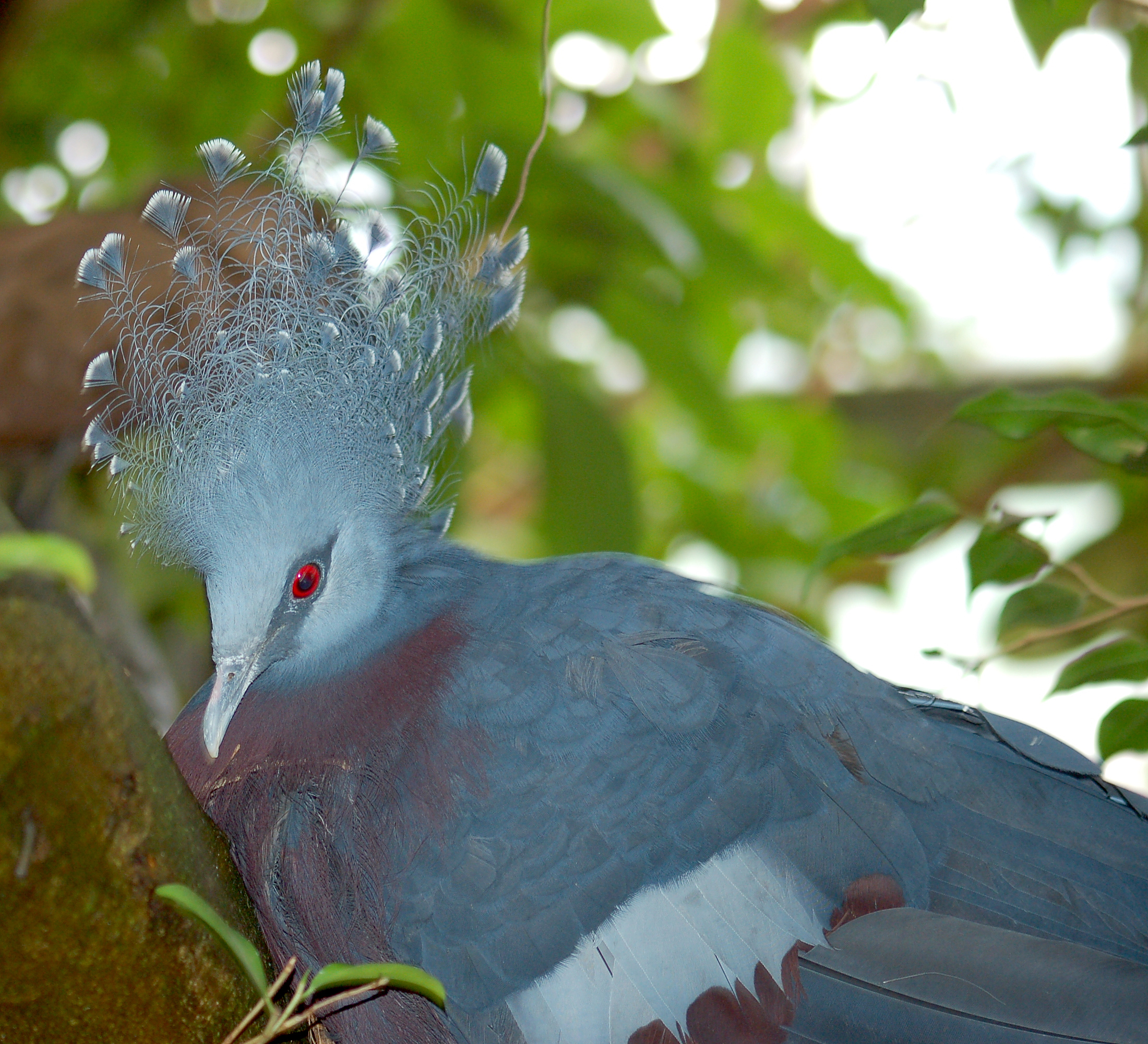
Paloma coronada victoria.
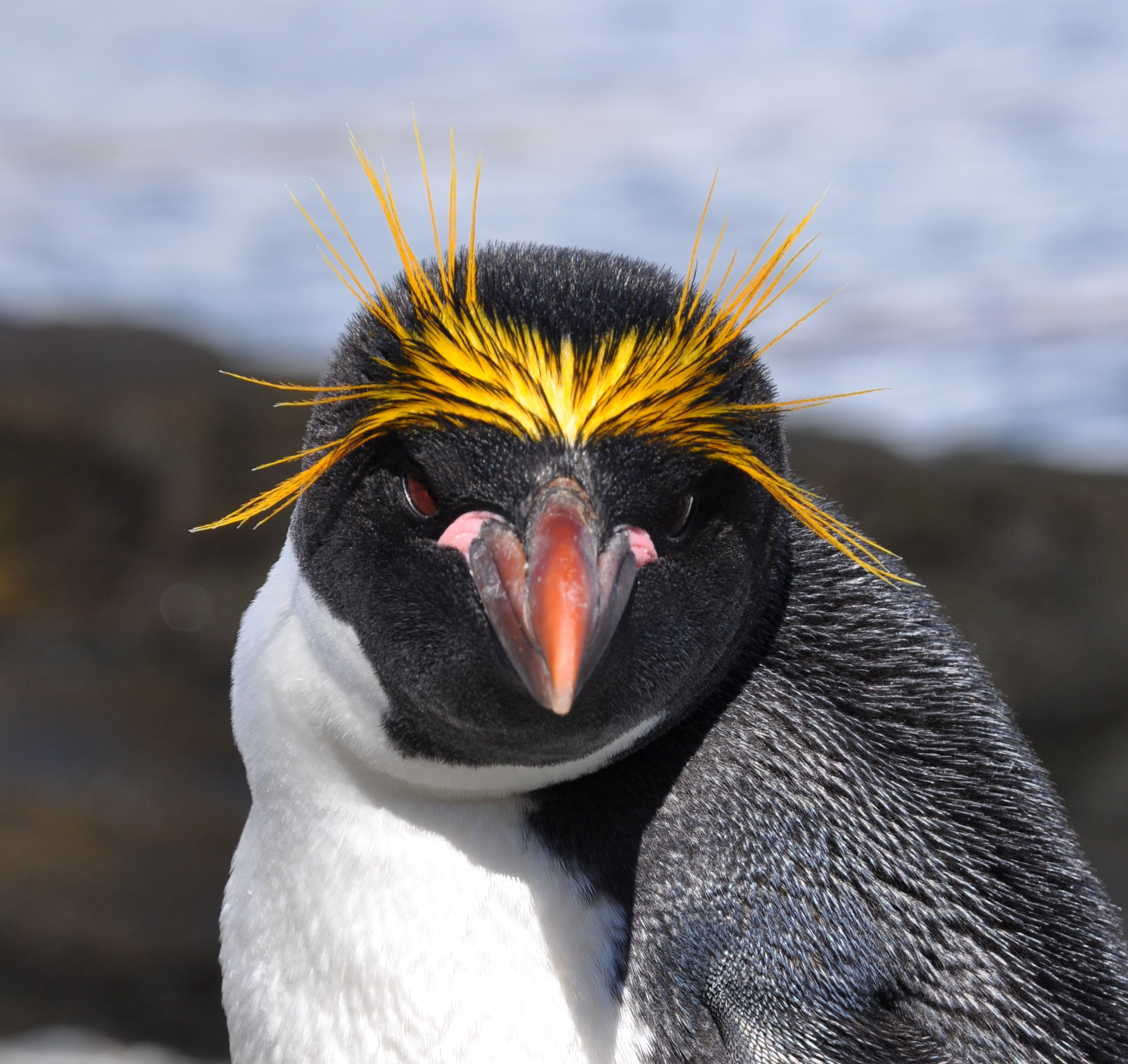
Pingüino macaroni.
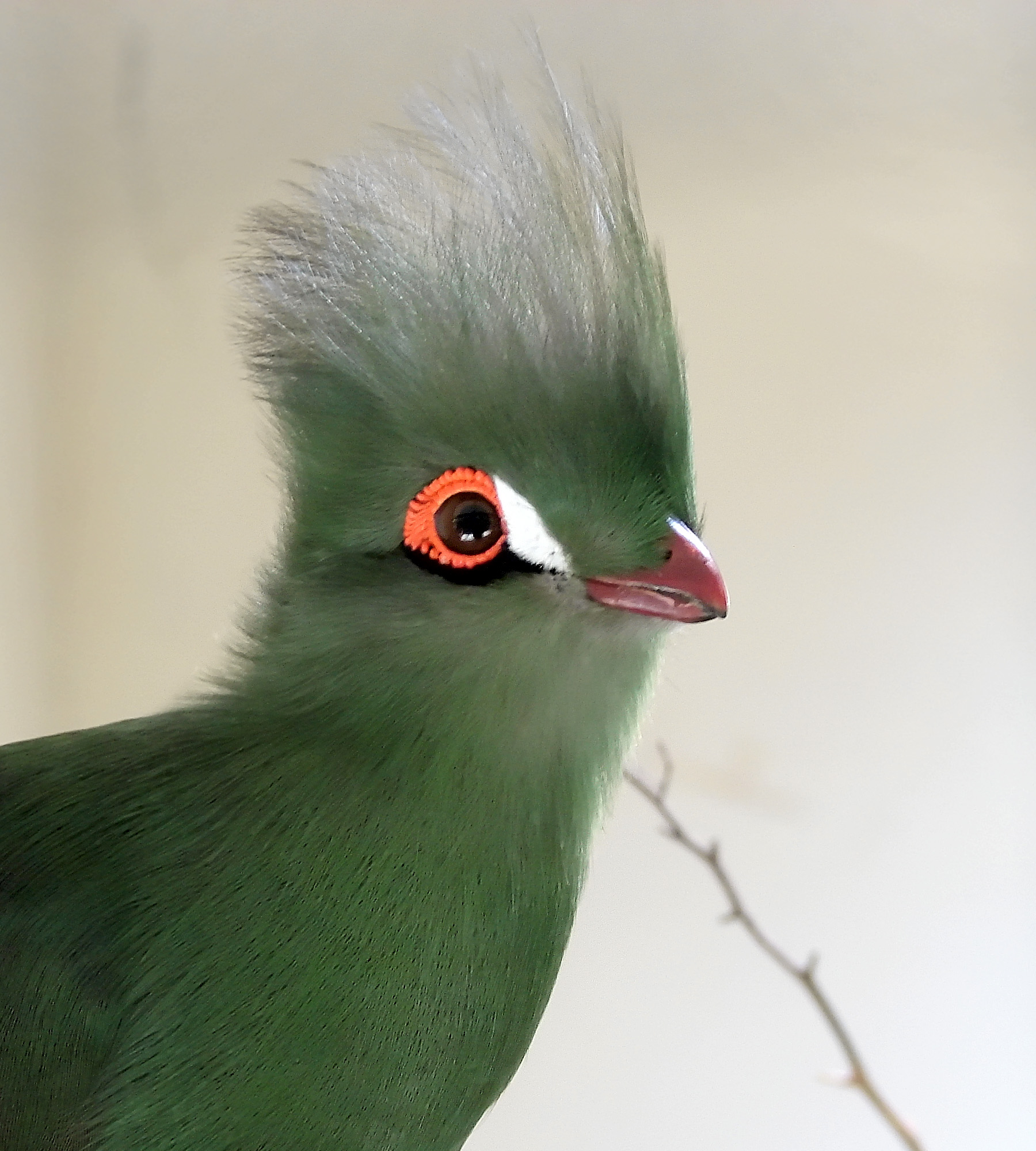
Turaco de Guinea.
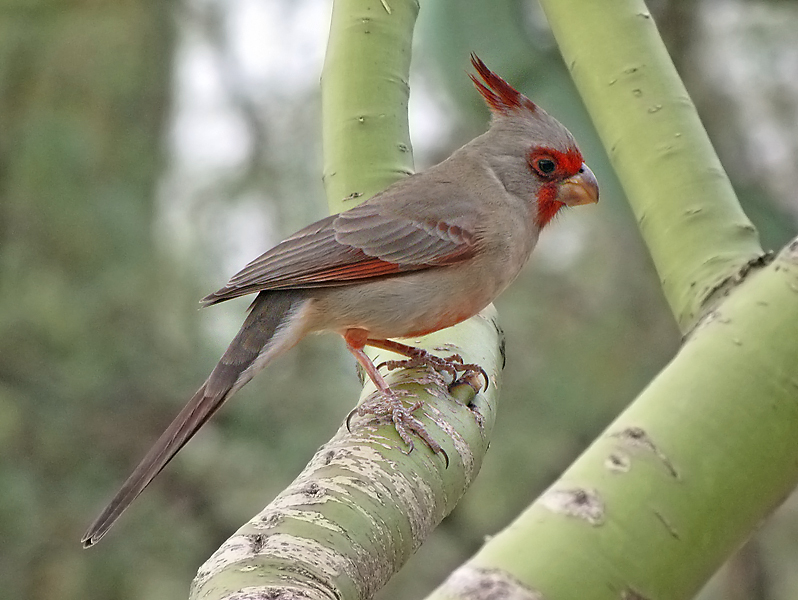
Cardenal pardo.
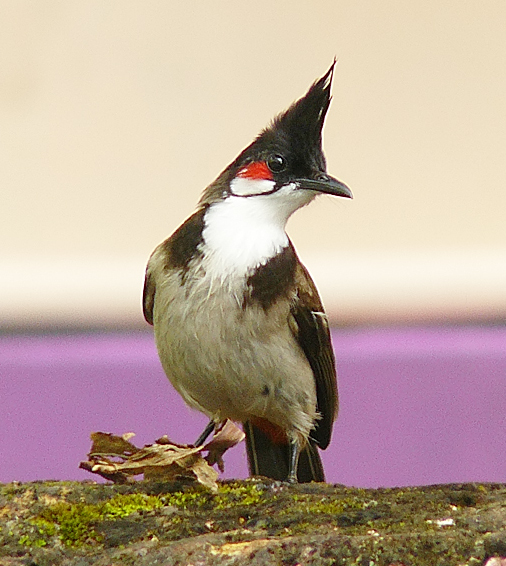
Bulbul orfeo.
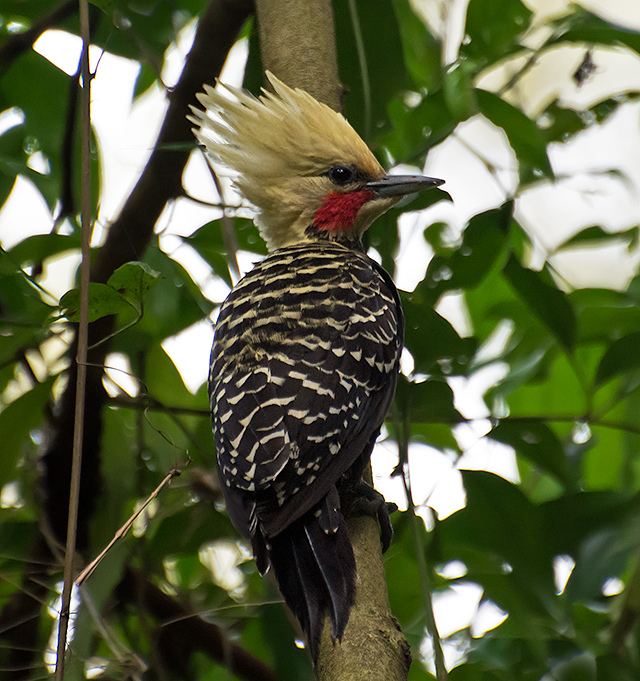
Carpintero amarillento.